# Drangme Chhu
Drangme Chhu eller Manās (efter sammanflödet med Mangde Chhu) är ett vattendrag i Bhutan, på gränsen till Indien. Det ligger i den södra delen av landet. Floden mynnar i Brahmaputra.
Trakten runt Drangme Chhu består till största delen av jordbruksmark och skog.